# CONCACAF Gold Cup 2000
La CONCACAF Gold Cup 2000 è stata la 15ª edizione (la 5ª con la formula attuale) di questo torneo di calcio continentale per squadre nazionali maggiori maschili organizzato dalla CONCACAF.
Il torneo si è disputato negli Stati Uniti d'America dal 12 al 27 febbraio 2000 nelle città di Los Angeles, Miami e San Diego. Le dodici squadre partecipanti furono divise in quattro gruppi da tre; le prime due classificate di ogni girone avanzavano ai quarti di finale. Furono invitate a partecipare alla manifestazione tre squadre non appartenenti alla CONCACAF: il Perù, la Colombia e la Corea del Sud. Il trofeo fu vinto per la seconda volta dal Canada, che sconfisse in finale la Colombia per 2-0.

## Formula
- Qualificazioni

38 membri CONCACAF: 12 posti disponibili per la fase finale. Stati Uniti (come paese ospitante), Messico (come detentore del titolo), Colombia (in qualità di ospite della manifestazione, affiliata alla CONMEBOL), Perù (in qualità di ospite della manifestazione, affiliata alla CONMEBOL) e Corea del Sud (in qualità di ospite della manifestazione, affiliata all'AFC) sono qualificati direttamente alla fase finale. Rimangono 36 squadre per sette posti disponibili per la fase finale. Le squadre e i posti disponibili sono suddivisi in tre zone di qualificazione ed un girone eliminatorio interzona: Nord America (1 posto), Centro America (2 posti), Caraibi (2 posti), Girone eliminatorio interzona (2 posti).
Zona Nord America: 1 squadra, accede di diritto al girone eliminatorio interzona.
Zona Centro America: 6 squadre, partecipano alla Coppa delle nazioni UNCAF 1999, le prime tre classificate si qualificano alla fase finale, la quarta classificata accede al girone eliminatorio interzona.
Zona Caraibi: 26 squadre, partecipano alla Coppa dei Caraibi 1998, la vincente si qualifica alla fase finale, la seconda classificata accede al girone eliminatorio interzona. 29 squadre, partecipano alla Coppa dei Caraibi 1999, la vincente si qualifica alla fase finale, la seconda classificata accede al girone eliminatorio interzona.
Girone eliminatorio interzona: 4 squadre, giocano partite di sola andata, le prime due classificate si qualificano alla fase finale.
- Fase finale

Fase a gruppi - 12 squadre, divise in quattro gruppi da tre squadre. Giocano partite di sola andata, le prime due classificate accedono ai quarti di finale.
Fase a eliminazione diretta - 8 squadre, giocano partite di sola andata. La vincente si laurea campione CONCACAF e si qualifica alla FIFA Confederations Cup 2001.

## Squadre partecipanti
| Pr. | Squadra           | Data di qualificazione certa | Partecipante in quanto                                                           | Partecipazioni precedenti al torneo                                         | Ultima presenza  |
| --- | ----------------- | ---------------------------- | -------------------------------------------------------------------------------- | --------------------------------------------------------------------------- | ---------------- |
| 1   | Stati Uniti       | -                            | Rappresentativa della nazione ospitante                                          | 6 (1985, 1989, 1991, 1993, 1996, 1998)                                      | Stati Uniti 1998 |
| 2   | Messico           | -                            | Rappresentativa della nazione detentrice del titolo                              | 12 (1963, 1965, 1967, 1969, 1971, 1973, 1977, 1981, 1991, 1993, 1996, 1998) | Stati Uniti 1998 |
| 3   | Colombia          | -                            | Ospite della manifestazione (CONMEBOL)                                           | -                                                                           | Esordiente       |
| 4   | Perù              | -                            | Ospite della manifestazione (CONMEBOL)                                           | -                                                                           | Esordiente       |
| 5   | Corea del Sud     | -                            | Ospite della manifestazione (AFC)                                                | -                                                                           | Esordiente       |
| 6   | Costa Rica        | 28 marzo 1999                | 1ª classificata della Coppa delle nazioni UNCAF 1999                             | 9 (1963, 1965, 1969, 1971, 1985, 1989, 1991, 1993, 1998)                    | Stati Uniti 1998 |
| 7   | Guatemala         | 28 marzo 1999                | 2ª classificata della Coppa delle nazioni UNCAF 1999                             | 11 (1963, 1965, 1967, 1969, 1973, 1977, 1985, 1989, 1991, 1996, 1998)       | Stati Uniti 1998 |
| 8   | Honduras          | 28 marzo 1999                | 3ª classificata della Coppa delle nazioni UNCAF 1999                             | 10 (1963, 1967, 1971, 1973, 1981, 1985, 1991, 1993, 1996, 1998)             | Stati Uniti 1998 |
| 9   | Giamaica          | 31 luglio 1998               | 1ª classificata della Coppa dei Caraibi 1998                                     | 5 (1963, 1969, 1991, 1993, 1998)                                            | Stati Uniti 1998 |
| 10  | Trinidad e Tobago | 13 giugno 1999               | 1ª classificata della Coppa dei Caraibi 1999                                     | 8 (1967, 1969, 1971, 1973, 1985, 1989, 1991, 1996, 1998)                    | Stati Uniti 1998 |
| 11  | Canada            | 10 ottobre 1999              | 1ª classificata della Girone eliminatorio interzona della fase di qualificazione | 6 (1977, 1981, 1985, 1991, 1993, 1996)                                      | Stati Uniti 1996 |
| 12  | Haiti             | 10 ottobre 1999              | 2ª classificata del Girone eliminatorio interzona della fase di qualificazione   | 7 (1963, 1965, 1969, 1973, 1977, 1981, 1985)                                | 1985             |

Nella sezione "partecipazioni precedenti al torneo", le date in grassetto indicano che la nazione ha vinto quella edizione del torneo, mentre le date in corsivo indicano la nazione ospitante.

## Stadi
| Los Angeles                   | San Diego        | Miami             |
| ----------------------------- | ---------------- | ----------------- |
| Los Angeles Memorial Coliseum | Qualcomm Stadium | Miami Orange Bowl |
| Capienza: 93.607              | Capienza: 70.561 | Capienza: 74.476  |
|                               |                  |                   |
| San Diego Los Angeles Miami   |                  |                   |

## Fase finale

### Fase a gruppi

#### Gruppo A

##### Classifica
| Pos | Squadra  | P.ti | G | V | N | P | GF | GS | DR |
| --- | -------- | ---- | - | - | - | - | -- | -- | -- |
| 1   | Honduras | 6    | 2 | 2 | 0 | 0 | 4  | 0  | +4 |
| 2   | Colombia | 3    | 2 | 1 | 0 | 1 | 1  | 2  | -1 |
| 3   | Giamaica | 0    | 2 | 0 | 0 | 2 | 0  | 3  | -3 |

##### Risultati
| Arbitro: | Ramos |

|              |           |  |
| Martínez 15’ | Marcatori |  |

| Arbitro: | Sánchez Yanten |

|  |           |                               |
|  | Marcatori | 51’ (rig.) Pavón 84’Caballero |

| Arbitro: | Ramdhan |

|                     |           |  |
| Pavón 71’ Nuñez 78’ | Marcatori |  |

#### Gruppo B

##### Classifica
| Pos | Squadra     | P.ti | G | V | N | P | GF | GS | DR |
| --- | ----------- | ---- | - | - | - | - | -- | -- | -- |
| 1   | Stati Uniti | 6    | 2 | 2 | 0 | 0 | 4  | 0  | +4 |
| 2   | Perù        | 1    | 2 | 0 | 1 | 1 | 1  | 2  | -1 |
| 3   | Haiti       | 1    | 2 | 0 | 1 | 1 | 1  | 4  | -3 |

##### Risultati
| Arbitro: | Mejías |

|                                           |           |  |
| Kirovski 18’ Wynalda 55’ (rig.) Jones 90’ | Marcatori |  |

| Arbitro: | Batres |

|           |           |            |
| Vorbe 61’ | Marcatori | 69’ Zúñiga |

| Arbitro: | Ramos |

|  |           |           |
|  | Marcatori | 59’ Jones |

#### Gruppo C

##### Classifica
| Pos | Squadra           | P.ti | G | V | N | P | GF | GS | DR |
| --- | ----------------- | ---- | - | - | - | - | -- | -- | -- |
| 1   | Messico           | 4    | 2 | 1 | 1 | 0 | 5  | 1  | +4 |
| 2   | Trinidad e Tobago | 3    | 2 | 1 | 0 | 1 | 4  | 6  | -2 |
| 3   | Guatemala         | 1    | 2 | 0 | 1 | 1 | 3  | 5  | -2 |

##### Risultati
| Arbitro: | Rodríguez |

|                                                         |           |  |
| Márquez 36’ Hernández 52’ David 75’ (aut.) Palencia 85’ | Marcatori |  |

| Arbitro: | Young-Joo |

|                                             |           |                       |
| Latapy 26’ Dwarika 36’ Nakhid 52’ Yorke 83’ | Marcatori | 30’ Plata 47’ Ramírez |

| Arbitro: | Méndez |

|             |           |          |
| Miranda 28’ | Marcatori | 26’ Mora |

#### Gruppo D

##### Classifica
| Pos | Squadra       | P.ti | G | V | N | P | GF | GS | DR |
| --- | ------------- | ---- | - | - | - | - | -- | -- | -- |
| 1   | Costa Rica    | 2    | 2 | 0 | 2 | 0 | 4  | 4  | 0  |
| 2   | Canada        | 2    | 2 | 0 | 2 | 0 | 2  | 2  | 0  |
| 3   | Corea del Sud | 2    | 2 | 0 | 2 | 0 | 2  | 2  | 0  |

NB: Canada e Corea del Sud chiudono il girone con lo stesso numero di punti, gol realizzati e gol subiti; per questo motivo si rende necessario il lancio della moneta.

##### Risultati
| Arbitro: | Prendergast |

|                      |           |                          |
| Soto 11’ Wallace 54’ | Marcatori | 19’ (rig.), 57’ Corazzin |

| Los Angeles 15 febbraio 2000, ore 19:00 | Canada | 0 – 0 | Corea del Sud | Los Angeles Memorial Coliseum (23.621 spett.)\| Arbitro: \| Hall \| |
| Arbitro:                                | Hall   |       |               |                                                                     |

| Arbitro: | Sabillón |

|                                    |           |                          |
| Lee Dong-gook 14’ Lee Min-sung 75’ | Marcatori | Wanchope 66’ Medford 85’ |

### Fase a eliminazione diretta

#### Tabellone
|  | Quarti di finale        | Quarti di finale        | Quarti di finale |        |                   | Semifinali        | Semifinali | Semifinali |  |  | Finale | Finale | Finale |  |
|  |                         |                         |                  |        |                   |                   |            |            |  |  |        |        |        |  |
|  | Stati Uniti             | Stati Uniti             | 2 (1)            |        |                   |                   |            |            |  |  |        |        |        |  |
|  | Stati Uniti             | Stati Uniti             | 2 (1)            |        |                   |                   |            |            |  |  |        |        |        |  |
|  | Colombia (dtr)          | Colombia (dtr)          | 2 (2)            |        |                   |                   |            |            |  |  |        |        |        |  |
|  | Colombia (dtr)          | Colombia (dtr)          | 2 (2)            |        | Colombia          | Colombia          | 1          |            |  |  |        |        |        |  |
|  |                         |                         |                  |        | Colombia          | Colombia          | 1          |            |  |  |        |        |        |  |
|  |                         |                         | Perù             | Perù   | 0                 |                   |            |            |  |  |        |        |        |  |
|  | Honduras                | Honduras                | Perù             | Perù   | 0                 | 3                 |            |            |  |  |        |        |        |  |
|  | Honduras                | Honduras                |                  |        |                   |                   |            |            |  |  |        |        |        |  |
|  | Perù                    | Perù                    | 5                |        |                   |                   |            |            |  |  |        |        |        |  |
|  | Perù                    | Perù                    | 5                |        | Colombia          | Colombia          | 0          |            |  |  |        |        |        |  |
|  |                         |                         |                  |        |                   |                   |            |            |  |  |        |        |        |  |
|  |                         |                         | Canada           | Canada | 2                 |                   |            |            |  |  |        |        |        |  |
|  | Costa Rica              | Costa Rica              | Canada           | Canada | 2                 | 1                 |            |            |  |  |        |        |        |  |
|  | Costa Rica              | Costa Rica              |                  |        |                   |                   |            |            |  |  |        |        |        |  |
|  | Trinidad e Tobago (dts) | Trinidad e Tobago (dts) | 2                |        |                   |                   |            |            |  |  |        |        |        |  |
|  | Trinidad e Tobago (dts) | Trinidad e Tobago (dts) | 2                |        | Trinidad e Tobago | Trinidad e Tobago | 0          |            |  |  |        |        |        |  |
|  |                         |                         |                  |        | Trinidad e Tobago | Trinidad e Tobago | 0          |            |  |  |        |        |        |  |
|  |                         |                         | Canada           | Canada | 1                 |                   |            |            |  |  |        |        |        |  |
|  | Messico                 | Messico                 | Canada           | Canada | 1                 | 1                 |            |            |  |  |        |        |        |  |
|  | Messico                 | Messico                 |                  |        |                   |                   |            |            |  |  |        |        |        |  |
|  | Canada (dts)            | Canada (dts)            | 2                |        |                   |                   |            |            |  |  |        |        |        |  |

#### Quarti di finale
| Arbitro: | Batres |

|                                 |                      |                                 |
| McBride 20’ Armas 51’           | Punti                | 24’ Asprilla 81’ Bedoya         |
| Wynalda Reyna Lewis Armas Olsen | Tiri di rigore 1 – 2 | Pérez Martínez Candelo Mosquera |

| Arbitro: | Sánchez |

|                                            |           |                                                                |
| Clavasquín 32’ Pavón 67’ (rig.) Pineda 69’ | Marcatori | 7’ Holsen 14’ (rig.) Soto 50’ Del Solar 52’ Palacios 87’ Saenz |

NB: partita sospesa dopo 89' a causa di un'invasione di campo.
| Arbitro: | Young-Yoo |

|              |           |                          |
| Wanchope 89’ | Marcatori | 26’ Dwarika 101’ Trotman |

| Arbitro: | Prendergast |

|             |           |                           |
| Ramírez 35’ | Marcatori | 83’ Corazzin 92’ Hastings |

#### Semifinali
| Arbitro: | Rodríguez |

|                                |           |              |
| Salazar 39’ (aut.) Bonilla 53’ | Marcatori | 75’ Palacios |

| Arbitro: | Méndez |

|  |           |            |
|  | Marcatori | 68’ Watson |

#### Finale
| Arbitro: | Prendergast |

|                                |           |  |
| de Vos 45’ Corazzin 67’ (rig.) | Marcatori |  |

## Statistiche

### Classifica marcatori
4 reti
- Carlo Corazzin

3 reti
- Carlos Pavón

2 reti
- Paulo Wanchope
- Roberto Palacios
- Arnold Dwarika
- Cobi Jones

1 rete
- Jason de Vos
- Richard Hastings
- Mark Watson
- Faustino Asprilla
- Gerardo Bedoya
- Víctor Bonilla
- Gonzalo Martínez
- Hernán Medford
- Jafet Soto
- Harold Wallace
- Erick Miranda
- Juan Carlos Plata
- Guillermo Ramírez

- Sébastien Vorbe
- Samuel Caballero
- Reynaldo Clavasquín
- Milton Núñez
- José Luis Pineda
- Luis Hernández
- Rafael Márquez
- Emilio Mora
- Francisco Palencia
- Ramón Ramírez
- José Del Solar
- Roberto Holsen
- Waldir Sáenz

- Jorge Soto
- Ysrael Zúñiga
- Lee Dong-gook
- Lee Min-sung
- Russell Latapy
- David Nakhid
- Mickey Trotman
- Dwight Yorke
- Chris Armas
- Jovan Kirovski
- Brian McBride
- Eric Wynalda

Autoreti
- Marcial Salazar (contro la Colombia)
- Shurland David (contro il Messico)

### Premi
- Golden Boot Award:  Craig Forrest
- Golden Ball Award:  Craig Forrest
- Young Player Award:  Richard Hastings
- Gold Cup Best XI:

| Portiere      | Difensori                  | Centrocampisti                                           | Attaccanti                                                   |
| ------------- | -------------------------- | -------------------------------------------------------- | ------------------------------------------------------------ |
| Craig Forrest | Rafael Márquez Jason DeVos | Ramón Ramírez Roberto Palacios Cobi Jones Russell Latapy | Arnold Dwarika Carlo Corazzin Carlos Pavón Faustino Asprilla |